# Alliance of Small Island States

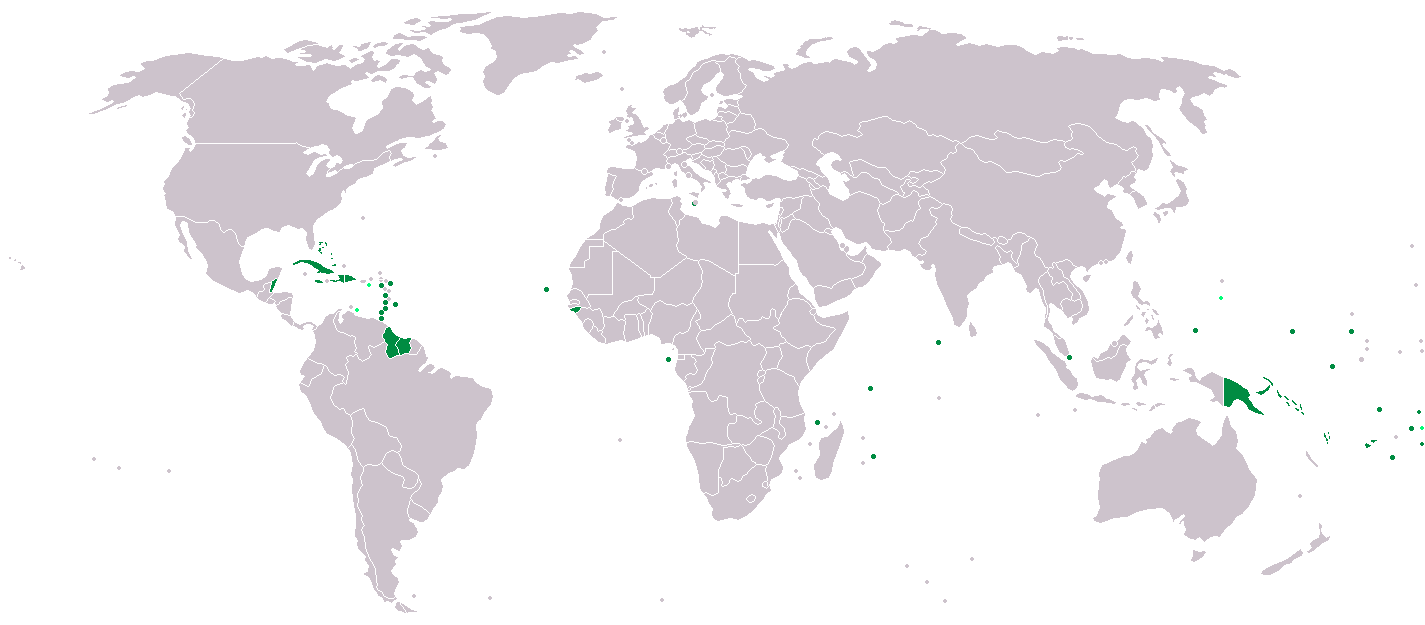
Mitglieder der AOSIS in dunkelgrün und Beobachter in hellgrün

Die Alliance of Small Island States (AOSIS, deutsch Allianz der kleinen Inselstaaten) ist ein Bündnis kleiner Insel- und niedrig liegender Küstenstaaten auf der ganzen Welt, die alle ähnlichen Entwicklungsaufgaben gegenüberstehen und mit ähnlichen Umweltproblemen konfrontiert sind. Vor allem der steigende Meeresspiegel und andere Auswirkungen der Globalen Erwärmung machen den meisten AOSIS-Mitgliedern zu schaffen. Die Allianz ging 1990 aus den Small Island Developing States (SIDS) hervor und repräsentiert ungefähr 28 % der Entwicklungsländer, 19 % der vollständigen UN-Mitglieder und 1 % der Weltbevölkerung.
Der gegenwärtige Sitz ist die Botschaft von Belize bei den Vereinten Nationen (New York City).
Chefunterhändler ist Amjad Abdulla von den Malediven.

## Tätigkeitsprofil
Die AOSIS agiert im System der Vereinten Nationen zumeist als Stimme der Small Island Developing States.
Derzeit hat die Gruppe 39 Mitglieder und 5 beobachtende Staaten. 37 Staaten sind Mitglieder der UNO.
Wesentliches Anliegen der AOSIS ist die Bekämpfung der globalen Erwärmung, die ihre Mitglieder durch Ansteigen des Meeresspiegels, verstärkte Unwetter, Korallensterben und Ähnliches direkt bedroht. Auf den jährlichen Vertragsstaatenkonferenzen der Rahmenübereinkommen der Vereinten Nationen über Klimaänderungen und des Kyoto-Protokolls gehören die AOSIS-Vertreter regelmäßig zu den eifrigsten Mahnern, die eine wirksame Klimaschutzpolitik einfordern. Bei den Verhandlungen, die seinerzeit 1997 zum Abschluss des Kyoto-Protokolls führten, forderten die AOSIS-Staaten von den westlichen Industrienationen eine 20 % Reduzierung von Treibhausgasen bis zum Jahre 2005. 
Bei den Verhandlungen zum 2015 verabschiedeten Übereinkommen von Paris spielten die kleinen Inselstaaten eine Schlüsselrolle. Sie waren führend daran beteiligt, dass sich die weltweite Staatengemeinschaft verpflichtete, Anstrengungen zu einer Begrenzung der Erderwärmung auf unter 1,5 °C zu unternehmen. Auch die Vereinbarungen zu Loss and Damage trieben die AOSIS-Staaten wesentlich voran.
Einige AOSIS-Mitglieder sind zugleich in der Gruppe der am wenigsten entwickelten Länder (Least Developed Countries, kurz: LDCs) aktiv.

## Vorsitzende
Bisherige Vorsitzende der Alliance of Small Island States waren (Stand Juli 2025):
| Bild                 | Name                           | Land                | Zeitraum  |
| -------------------- | ------------------------------ | ------------------- | --------- |
|                      | Robert Van Lierop              | Vanuatu             | 1991–1994 |
|                      | Annette des Iles               | Trinidad und Tobago | 1994–1997 |
| Tuiloma Neroni Slade | Tuiloma Neroni Slade           | Samoa               | 1997–2002 |
| Jagdish Koonjul      | Jagdish Koonjul                | Mauritius           | 2002–2006 |
| Julian Hunte         | Julian Robert Hunte            | St. Lucia           | 2006      |
|                      | Angus Friday                   | Grenada             | 2006–2009 |
| Dessima Williams     | Dessima Williams               | Grenada             | 2009–2011 |
| Marlene Moses        | Marlene Moses                  | Nauru               | 2012–2014 |
|                      | Ahmed Sareer                   | Malediven           | 2015–2017 |
| Ali Naseer Mohamed   | Ali Naseer Mohamed             | Malediven           | 2017–2018 |
| Lois Young           | Lois Young                     | Belize              | 2019–2020 |
| Walton Webson (2024) | Walton Webson                  | Antigua und Barbuda | 2021–2022 |
|                      | He Fatumanava Pa'Olelei Luteru | Samoa               | 2023–2024 |
| Ilana Seid           | Ilana Seid                     | Palau               | 2025      |

## Mitglieder
| Mitglieder                   | Mitglieder | Mitglieder                         | Mitglieder | Mitglieder                                                                            | Mitglieder                                                                            |
| ---------------------------- | ---------- | ---------------------------------- | ---------- | ------------------------------------------------------------------------------------- | ------------------------------------------------------------------------------------- |
| Antigua und Barbuda          | K          | Kap Verde                          | A          | Salomonen                                                                             | P                                                                                     |
| Bahamas                      | K          | Kiribati                           | P          | Samoa                                                                                 | P                                                                                     |
| Barbados                     | K          | Komoren                            | I          | São Tomé und Príncipe                                                                 | A                                                                                     |
| Belize                       | K          | Kuba                               | K          | Seychellen                                                                            | I                                                                                     |
| Cookinseln                   | P          | Malediven                          | I          | Singapur                                                                              | S                                                                                     |
| Dominica                     | K          | Marshallinseln                     | P          | St. Kitts und Nevis                                                                   | K                                                                                     |
| Dominikanische Republik      | K          | Mauritius                          | I          | St. Lucia                                                                             | K                                                                                     |
| Fidschi                      | P          | Föderierte Staaten von Mikronesien | P          | St. Vincent und die Grenadinen                                                        | K                                                                                     |
| Grenada                      | K          | Nauru                              | P          | Suriname                                                                              | A                                                                                     |
| Guinea-Bissau                | A          | Niue                               | P          | Tonga                                                                                 | P                                                                                     |
| Guyana                       | A          | Osttimor                           | I          | Trinidad und Tobago                                                                   | K                                                                                     |
| Haiti                        | K          | Palau                              | P          | Tuvalu                                                                                | P                                                                                     |
| Jamaika                      | K          | Papua-Neuguinea                    | P          | Vanuatu                                                                               | P                                                                                     |
| Beobachter                   | Beobachter | Beobachter                         | Beobachter | Abkürzungen                                                                           | Abkürzungen                                                                           |
| Amerikanisch-Samoa           | P          | Niederländische Antillen           | K          | A = Atlantik, I = Indischer Ozean, K = Karibik, P = Pazifik, S = Südchinesisches Meer | A = Atlantik, I = Indischer Ozean, K = Karibik, P = Pazifik, S = Südchinesisches Meer |
| Amerikanische Jungferninseln | K          | Puerto Rico                        | K          | A = Atlantik, I = Indischer Ozean, K = Karibik, P = Pazifik, S = Südchinesisches Meer | A = Atlantik, I = Indischer Ozean, K = Karibik, P = Pazifik, S = Südchinesisches Meer |
| Guam                         | P          |                                    |            | A = Atlantik, I = Indischer Ozean, K = Karibik, P = Pazifik, S = Südchinesisches Meer | A = Atlantik, I = Indischer Ozean, K = Karibik, P = Pazifik, S = Südchinesisches Meer |